# Руссо, Анри
Анри́ Жюлье́н Фели́с Руссо́ (фр. Henri Julien Félix Rousseau по прозвищу Le Douanier, «Таможенник»; 21 мая 1844, Лаваль, Майен — 2 сентября 1910, Париж) — французский художник, один из самых известных представителей наивного искусства или примитивизма.

## Биография
Анри Руссо родился 21 мая 1844 года в городке Лаваль (департамент Майен), в семье жестянщика. Не окончив среднюю школу, поступил на военную службу, на которой провёл четыре года. Был освобождён от дальнейшей службы после смерти отца, чтобы иметь возможность материально поддерживать овдовевшую мать.
В 1868 году поселился в Париже, где получил место на государственной службе. На следующий год женился на Клеманс Буатар, дочери столяра. С 1871 года служил налоговым инспектором в акцизном управлении Парижа, за что получил прозвище «Таможенник».
Живописью стал заниматься самостоятельно уже в зрелом возрасте, около 1880 года. В 1884 году получил официальное разрешение копировать картины в Лувре. Собственные работы впервые показал широкой публике в 1886 году, участвуя в «Салоне независимых», где выставлялись начинающие авторы, не соответствующие требованиям стиля и тематики официального парижского Салона. В течение следующих семи лет Руссо, деливший своё время между службой, семьёй и занятиями живописью, выставил в Салоне независимых около 20 картин. Однако его творчество в это время оставалось во многим незамеченным публикой, а у критиков вызывало лишь постоянные насмешки.
Жена Руссо, Клеманс, умерла в 1888 году после продолжительной болезни, и в следующие несколько лет он потерял и всю остальную семью, за исключением одной дочери, которую отослал жить к родственникам. В 1893 году оставил государственную службу, полностью сосредоточившись на творческой работе. Вскоре после этого Руссо познакомился с Альфредом Жарри, молодым талантливым поэтом, который был поражён необычностью его работ и свёл его с кругом интеллектуалов, связанных с авангардистским журналом Mercure de France. Именно на страницах этого издания появилась первая положительная рецензия на творчество Руссо.
В 1899 году вступил во второй брак, но вновь овдовел уже в 1903 году. Вёл скромный образ жизни в недорогом аррондисмане Парижа, давая на дому уроки рисования. Перелом в отношении к работам Руссо со стороны массовой критики наступил позже, в 1905 году, после того как его полотно «Голодный лев» было выставлено на Осеннем салоне вместе с картинами фовистов Матисса, Вламинка и Дерена. Вслед за этим несколько произведений Руссо приобрёл ведущий торговец произведениями современного искусства во Франции Амбруаз Воллар. О растущей популярности живописца свидетельствует банкет, данный в его честь Пабло Пикассо в 1908 году при участии большинства ведущих художников и критиков.
Руссо умер от гангрены 2 сентября 1910 года в парижской больнице Неккера (фр.) после того, как поранил себе ногу. Был похоронен в общей могиле на кладбище Баньё. После смерти художника, в 1911 году, в Салоне независимых прошла ретроспектива его работ.
12 октября 1947 года по инициативе Ассоциации друзей Анри Руссо останки художника были перенесены в его родной город и захоронены в общественном саду Перрин (ис.). Надгробный барельеф выполнил французский скульптор румынского происхождения Константин Брынкуши.

## Творчество
В годы военной службы Руссо часто общался с солдатами, участвовавшими во французской интервенции 1862—1865 годов в Мексике. Их рассказы об этой стране стали в дальнейшем источником вдохновения для экзотических пейзажей, занимавших значительное место в творческом наследии художника. Возможно, на него повлияла также Всемирная выставка 1889 года, где в разных павильонах были воспроизведены сенегальские, тонкинские и таитянские виды. Эта экспозиция произвела на Руссо такое впечатление, что он написал водевиль «Визит на Выставку 1889 года», который так никогда и не был поставлен на сцене. Заметное место в ряду источников вдохновения художника занимала культура городских низов — трактирные вывески, ярмарочные афиши, лубочные иллюстрации. Руссо часто перерисовывал фигуры с журнальных иллюстраций и открыток.
Уже первая работа Руссо, выставленная в Салоне независимых 1886 года, «Карнавальный вечер», представляла собой образец наивного искусства — стиля, который характеризует всё дальнейшее творчество художника. Каждая деталь картины подчёркнуто прорисована, нюансам костюмов персонажей уделено больше внимания, чем самим персонажам, ветви деревьев обведены, облака осязаемо плотны. Тем не менее полотно отличает поэтичность, тонко уловлены вечерние краски и настроение. Начиная с этой работы Руссо составил себе репутацию одарённого колориста.
Наиболее заметной работой Руссо в период личных потерь (конец 1880 — начало 1890-х) стал его автопортрет 1890 года. На картине художник изображён на переднем плане с палитрой в руке на фоне парижского пейзажа, переданного с большой точностью. Несмотря на специфичность стиля, эта тщательно продуманная и выполненная картина явно создана в продолжение академической традиции портретов художника.

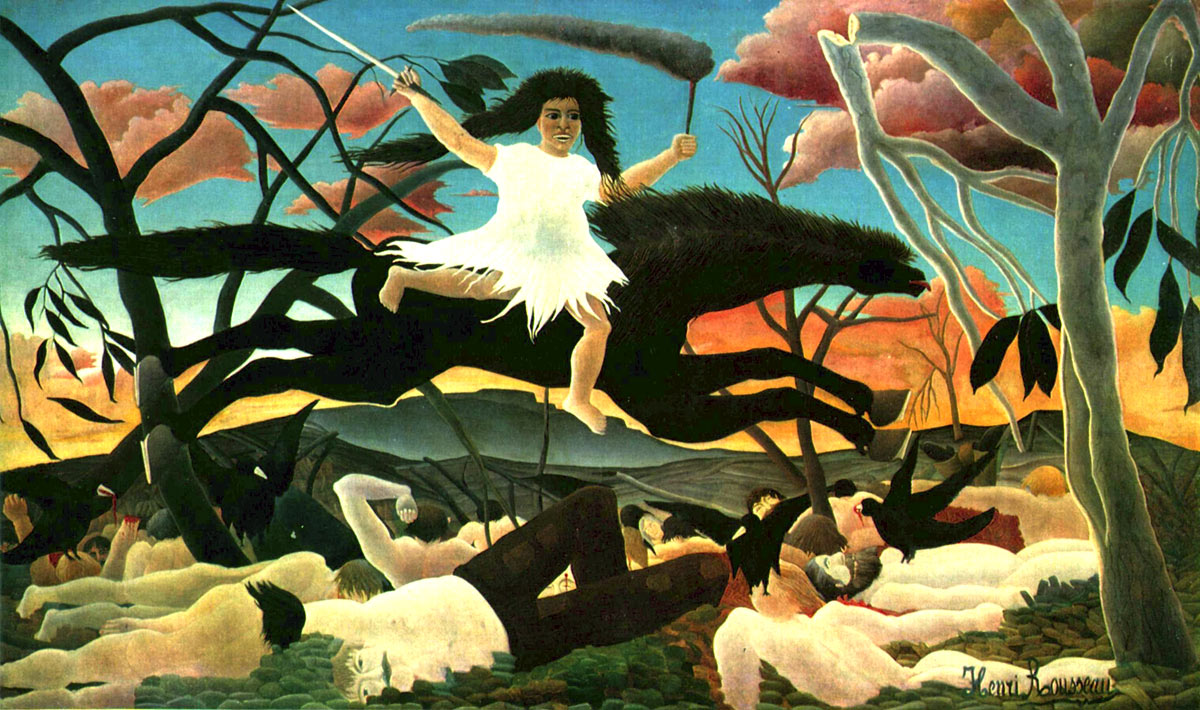
«Война» («Раздор»), 1894

Начало широкой известности Руссо как живописца положила картина «Война», представленная в Салоне независимых 1894 года и удостоившаяся хвалебного отзыва в Mercure de France. Мощный аллегорический посыл картины убедил многих ценителей живописи в том, что Руссо не просто рядовой пейзажист.
Следующей ключевой работой художника стала «Спящая цыганка» (1897). Картину, изображающую спящую в залитой лунным светом пустыне женщину и застывшего над ней огромного льва, отличает лаконичность изобразительного ряда. Монотонность пустынного ландшафта на переднем плане нарушают только кувшин и мандолина рядом с лежащей женской фигурой. Стиль картины подчёркнуто примитивен, улыбающееся лицо спящей напоминает детские рисунки, полосы на её одежде и волоски в гриве льва прорисованы с декоративной тщательностью, а кончик хвоста хищника прихотливо изогнут. Скупость деталей и наивность изображения, однако, не умаляют выразительности изображения: картина сочетает в себе чувства покоя и угрозы, торжественной загадочности и прихотливой фантазии. Руссо, на этом этапе уже пользовавшийся успехом у деятелей авангардного искусства, не отдавал себе отчёта в том, что его художественная техника резко отличается от общепринятой. Полагая себя наследником академической традиции, он предложил приобрести это полотно мэру своего родного Лаваля, но тот с насмешкой отказался.

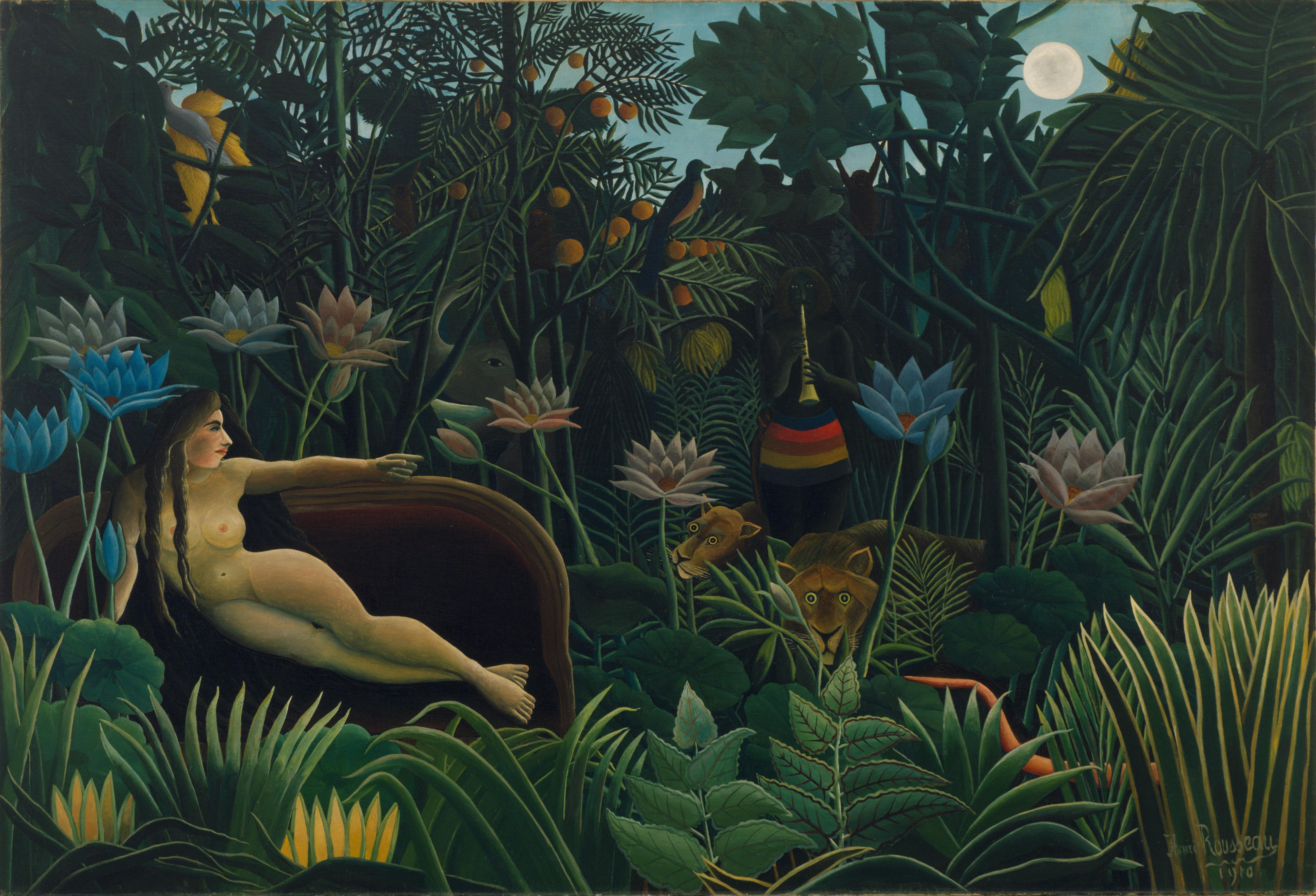
«Сновидение», 1910

Экзотическая тема в творчестве Руссо, никогда не покидавшего пределов Франции, стала особенно заметной после 1905 года. На полотнах этого периода выделяется тщательная проработка деталей экзотических растений: каждый лист прорисован отдельно, но с учётом общего дизайна целой ветви. Для лучшего знакомства с натурой, в том числе формой листьев, Руссо изучал растения в Ботаническом саду Парижа. Среди ветвей порхают ярко окрашенные птицы, а в центре полотна разворачивается обычно драматичный сюжет — часто это хищник, атакующий жертву. Заметным образцом этой тематики стало полотно «Голодный лев», выставленное на Осеннем салоне того же года. Другие известные работы в этом же направлении — «В тропическом лесу. Битва тигра и быка» (1908) и «Нападение ягуара на лошадь» (1910). Незадолго до смерти художника было создано наиболее смелое полотно из этой серии — «Сновидение». Картина изображает обнажённую женщину, возлежащую на красном плюшевом викторианском диване в окружении густых джунглей, из которых выглядывают слон и два льва. На заднем плане видна тёмная фигура флейтистки. Сам Руссо трактовал этот сюжет как сон главной героини.
Помимо живописных работ, Руссо также сочинял драматические произведения, в которых тенденции наивного искусства проявлялись ещё сильней, чем в его картинах. Он пробовал свои силы и в музыке, но по-настоящему преуспел только как художник. «Галлюцинаторная» реалистичность картин Руссо впоследствии стала источником вдохновения для сюрреалистов (в том числе Поля Дельво и Макса Эрнста), о его творчестве в 1912 году с похвалой отзывался также экспрессионист Василий Кандинский.

## Галерея

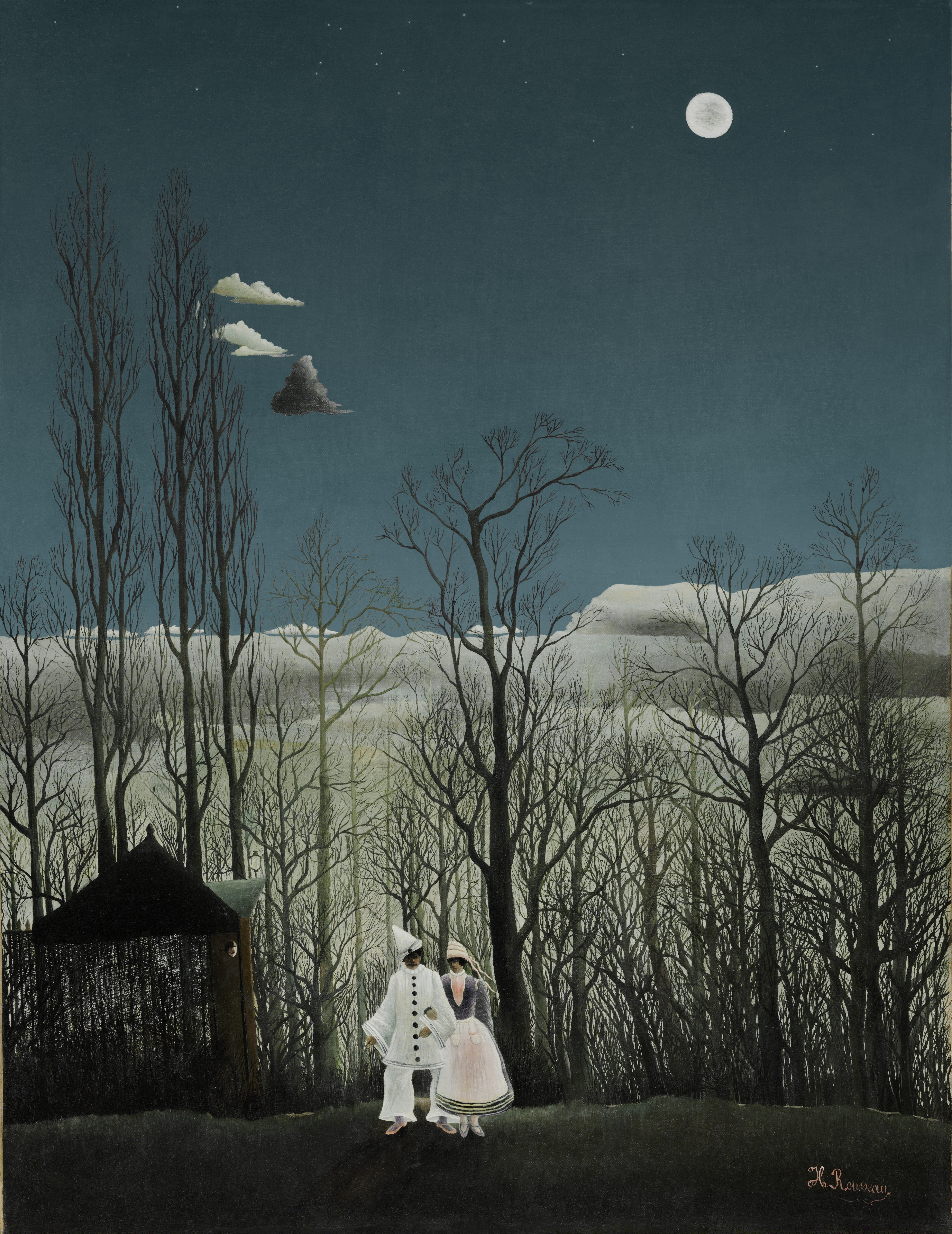
Карнавальный вечер, 1886
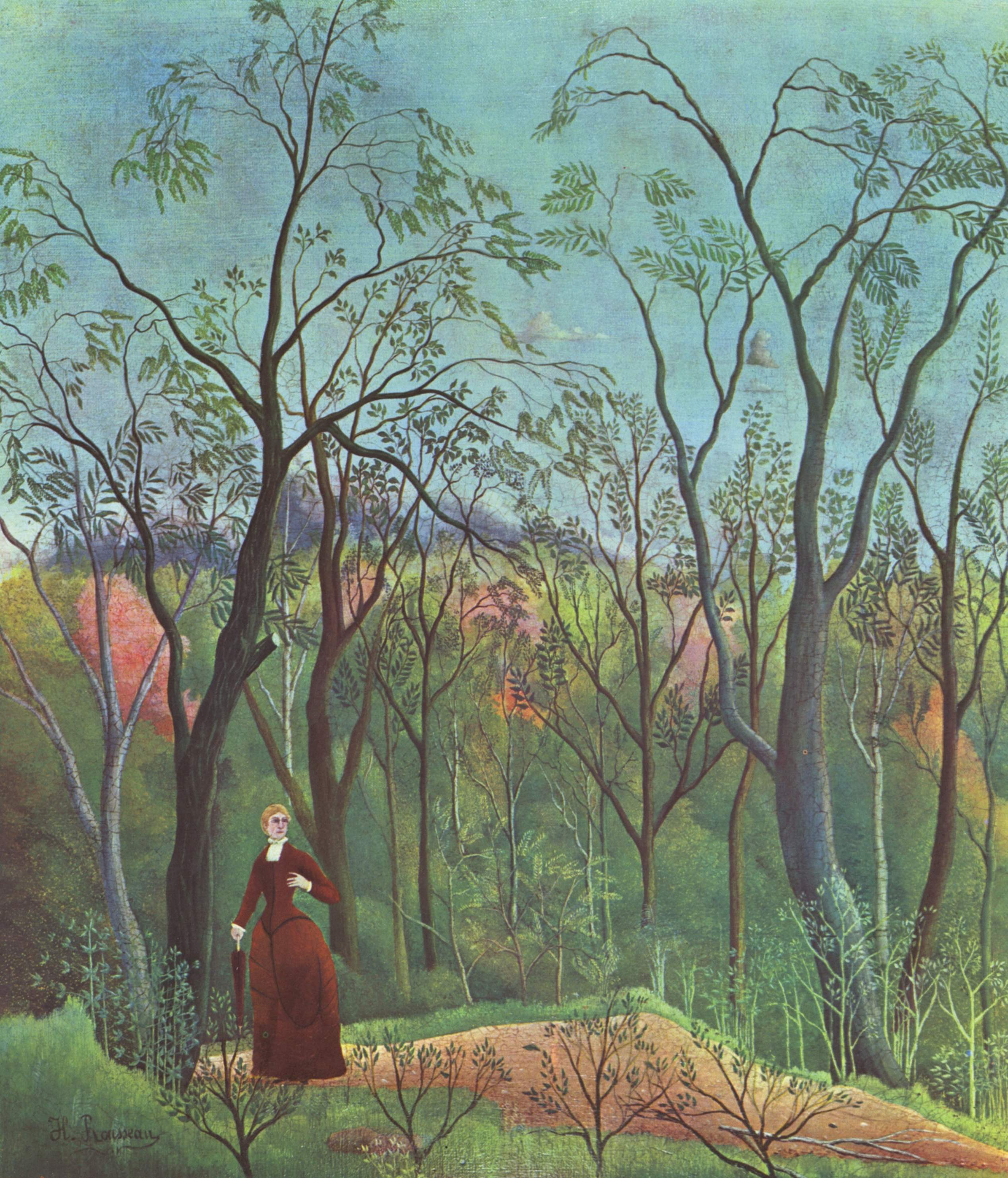
Прогулка по лесу, 1886—1890
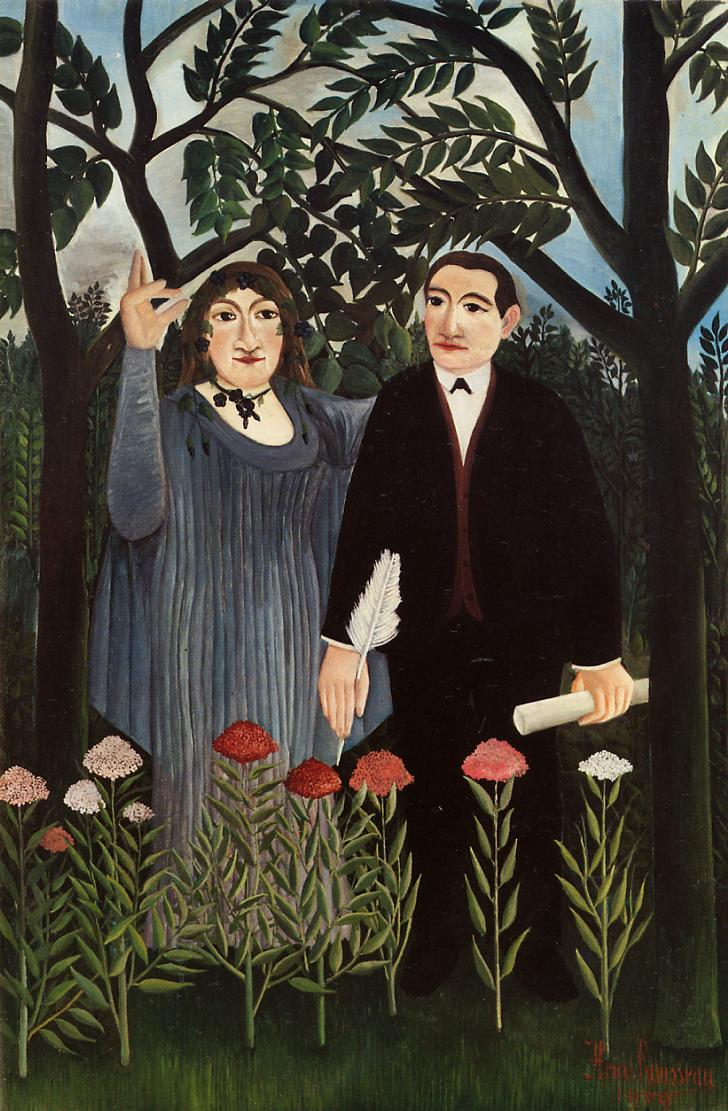
Муза, вдохновляющая поэта, 1909
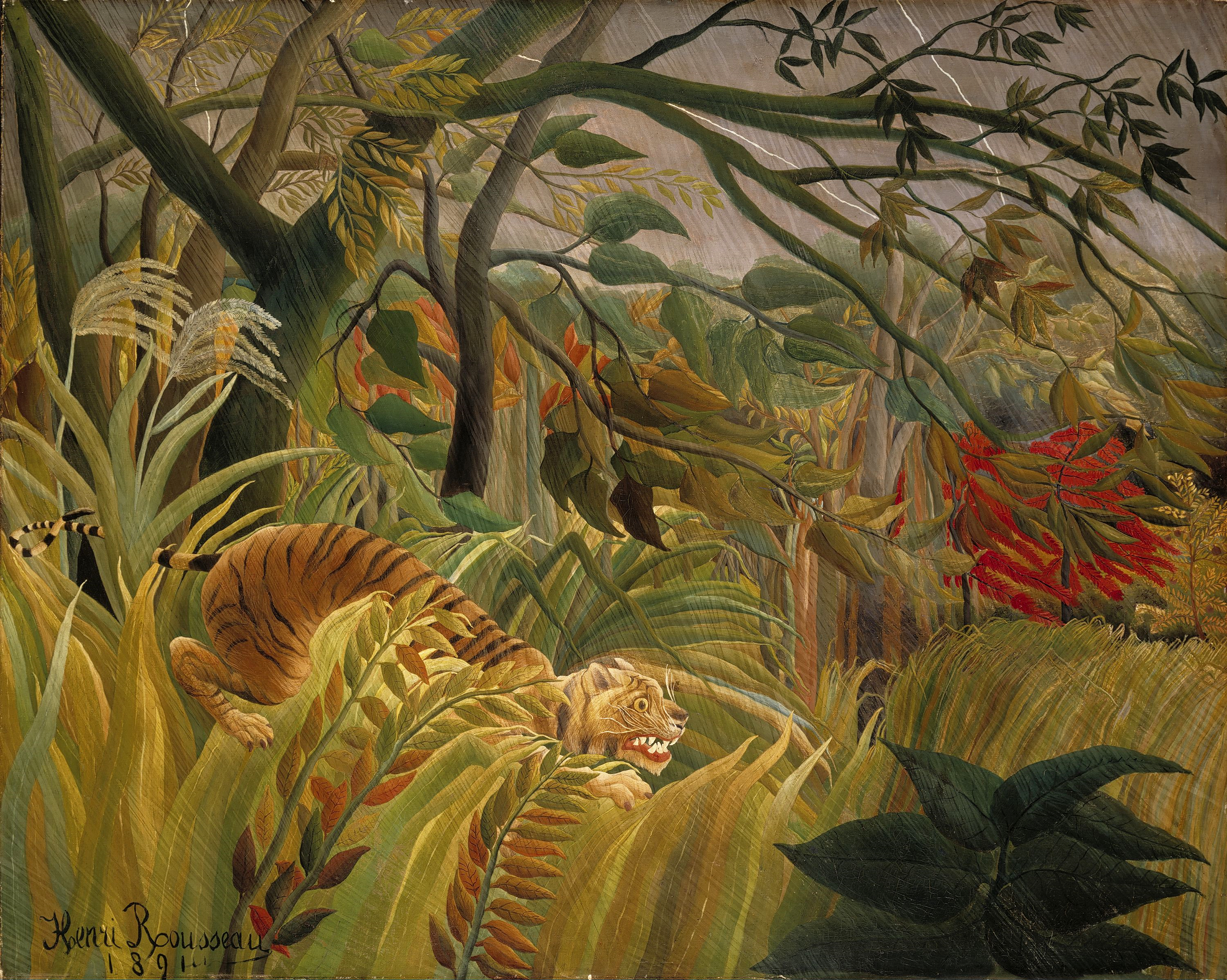
Нападение в джунглях, 1891
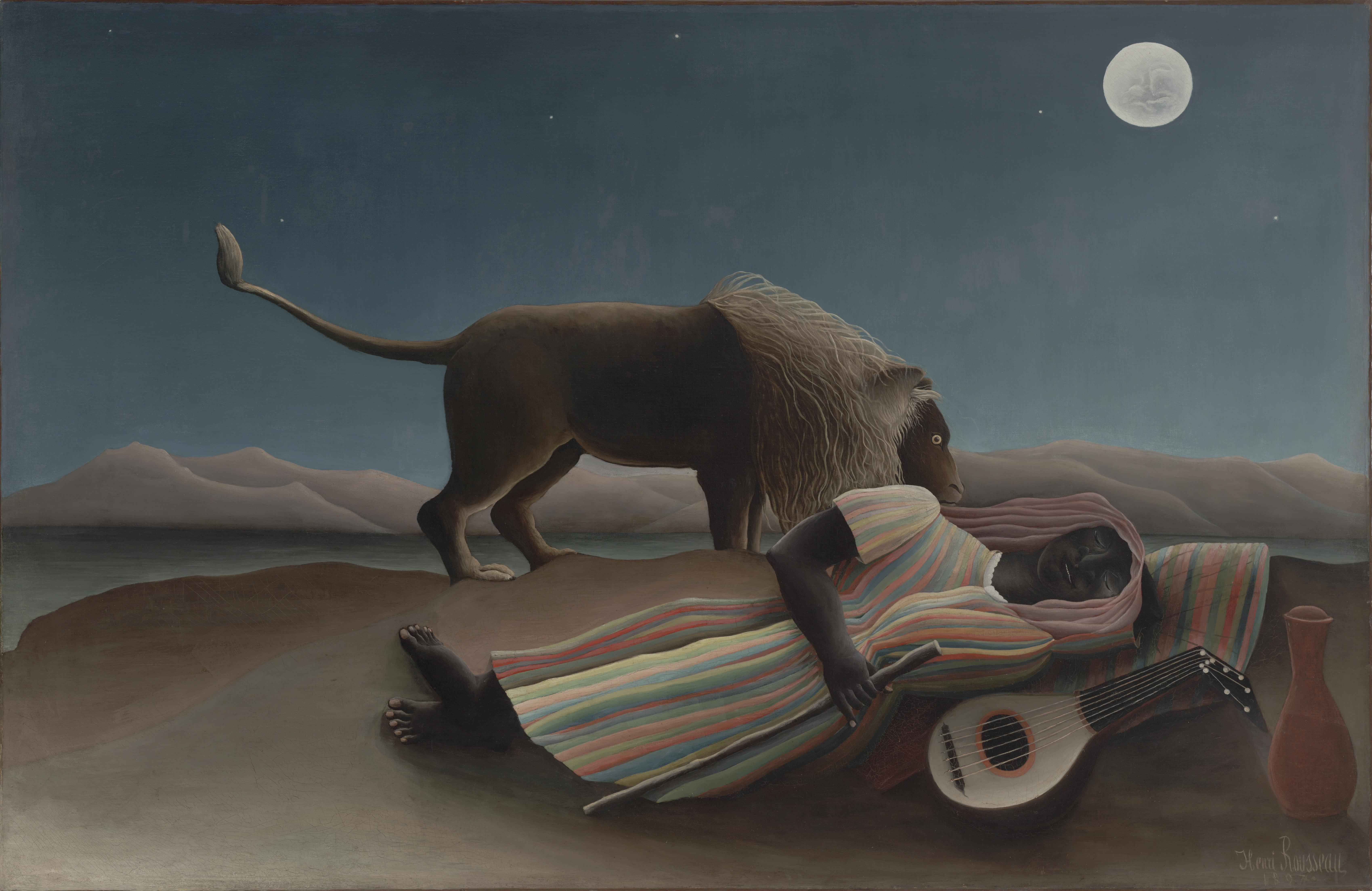
Спящая цыганка, 1897
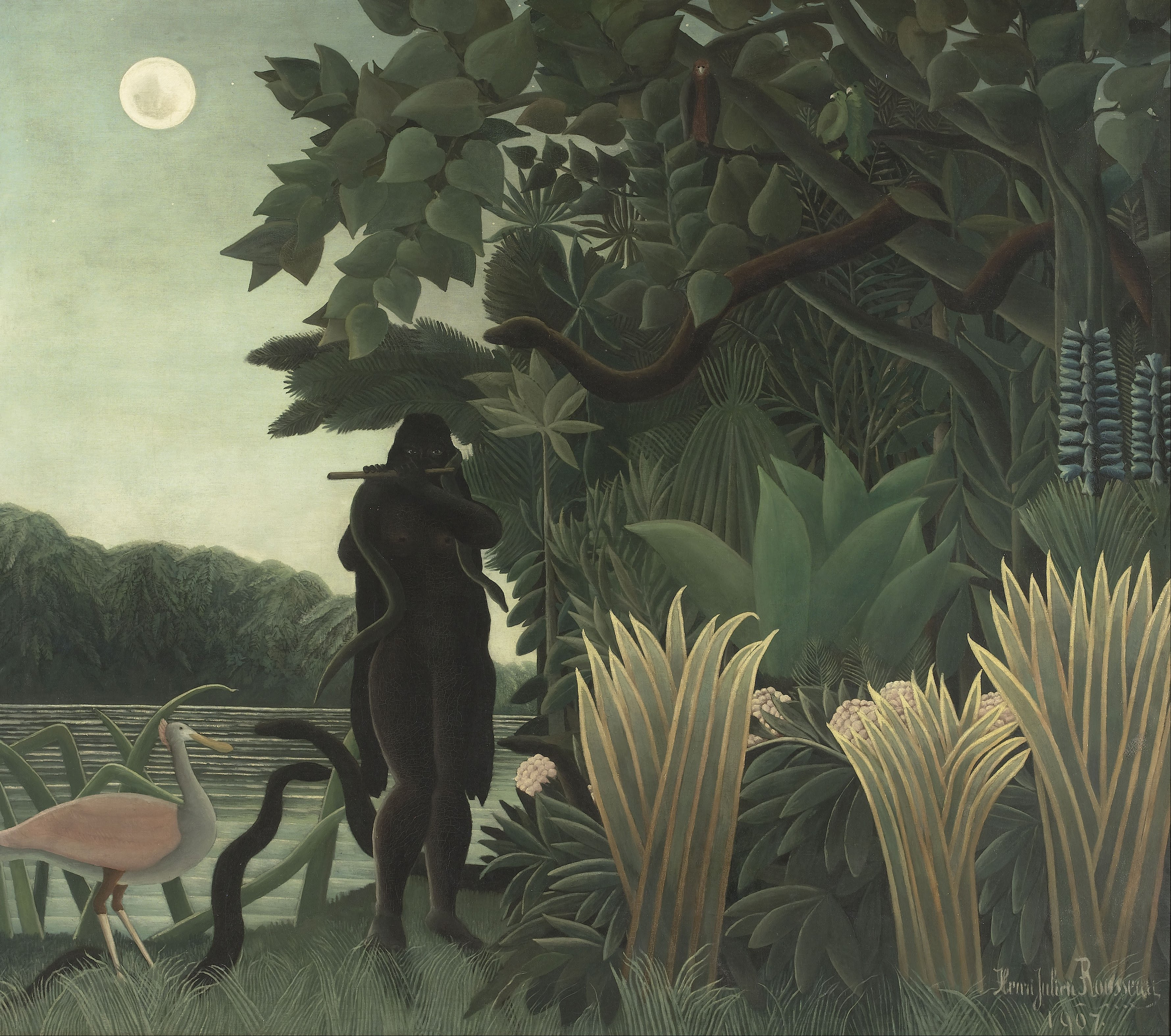
Заклинательница змей, 1907

## Документальные фильмы
- 2016 — «Таможенник Руссо», или Рождение примитивизма / Le douanier Rousseau, ou l'éclosion moderne (реж. Николя Отман / Nicolas Autheman)

## Художественные фильмы
- 2018, телесериал «Гений», 2 сезон, 6 серия. В эпизоде описывается знакомство Пабло Пикассо с Анри Руссо. По сюжету сериала, Пикассо увидел картину Руссо в лавке торговца, будучи во Франции, и купил её всего за 5 франков. Позже он устроил вечеринку в честь художника, которого никто не принимал в обществе из-за его примитивного способа изображения действительности[источник не указан 2337 дней].